# Seigneurie de Boucherville
La seigneurie de Boucherville est située dans Boucherville en Montérégie. Concédée en 1664 à Pierre Boucher de Grosbois sous Godefroi d'Estrades lors du régime français et abolie en 1854. 

## Seigneurs de Boucherville
- 1672-1717 : Pierre Boucher
- 1717-1740 : Pierre Boucher de Boucherville
- 1740-1767 : François Pierre Boucher de Boucherville
- 1767-1812 : René-Amable Boucher de Boucherville
- 1812-1854 : Pierre-Amable Boucher de Boucherville

## Descendants des seigneurs
- Charles-Eugène Boucher de Boucherville (1822-1915), homme politique canadien et ancien Premier ministre du Québec.
- Georges Boucher de Boucherville (1814-1898), écrivain canadien.

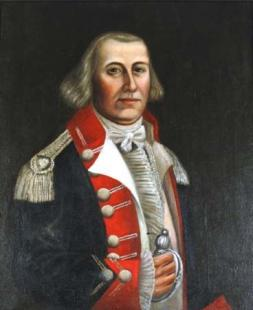
René-Amable Boucher